# Kraftwerk Långbjörn
Das Kraftwerk Långbjörn (schwedisch Långbjörns kraftverk) ist ein Wasserkraftwerk in der Gemeinde Sollefteå, Provinz Västernorrlands län, Schweden, das am Ångermanälven liegt. Es ging 1959 in Betrieb. Das Kraftwerk ist im Besitz von Vattenfall und wird auch von Vattenfall betrieben.

## Absperrbauwerk
Das Absperrbauwerk besteht aus einer Gewichtsstaumauer aus Beton und einem Staudamm. Die Wehranlage mit den drei Wehrfeldern und das Maschinenhaus befinden sich auf der rechten Seite und machen etwa die eine Hälfte des Absperrbauwerks aus, während die andere Hälfte aus dem Staudamm besteht. Die Höhe des Bauwerks beträgt 33 m.
Der zugehörige Stausee erstreckt sich über eine Fläche von 2 km².

## Kraftwerk
Das Kraftwerk ging 1959 in Betrieb. Es verfügt mit zwei Kaplan-Turbinen über eine installierte Leistung von 92 (bzw. 97 98 oder 100) MW. Die durchschnittliche Jahreserzeugung liegt bei 385 (bzw. 430) Mio. kWh.
Die beiden Turbinen wurden von Riva und die zugehörigen Generatoren von ELIN geliefert. Die Fallhöhe beträgt 34 m. Der maximale Durchfluss liegt bei 330 m³/s.